# Hinten (Albertsried)
Hinten ist ein historischer Ortsteil der ehemaligen Gemeinde Albertsried.
Die topografische Karte von 1955 stellt die Lage des Orts 300 Meter nördlich von Hinterdegenberg dar. Heute ist der Ort mit Hinterdegenberg verbunden. In den Dokumentationen der Volkszählungen bis 1961 wurde der Ort zwar genannt, aber die Daten nur gemeinsam mit Hinterdegenberg ausgewiesen, ab 1970 wurde der Ort nicht mehr als Gemeindeteil aufgelistet.